# Kasînivka, Peatîhatkî
Kasînivka (în ucraineană Касинівка) este un sat în comuna Zelenîi Luh din raionul Peatîhatkî, regiunea Dnipropetrovsk, Ucraina.

## Demografie
Componența lingvistică a localității Kasînivka
     Ucraineană (94,81%)
     Rusă (4,76%)
     Alte limbi (0,43%)
Conform recensământului din 2001, majoritatea populației localității Kasînivka era vorbitoare de ucraineană (94,81%), existând în minoritate și vorbitori de rusă (4,76%).